# Die Krone der Schwerter
Die Krone der Schwerter ist der siebte von vierzehn Romanen (in der deutschen Erstausgabe sind es 37) in der High-Fantasy-Saga Das Rad der Zeit des US-amerikanischen Autors  Robert Jordan. Er wurde erstmals 1996 als A Crown of Swords veröffentlicht. Auf Deutsch ist der Roman in vier Teilen, Die zerbrochene Krone, Wolken über Ebou Dar, Der Dolchstoß und Die Schale der Winde, in der Übersetzung durch Karin König und Uwe Luserke 1998 und 1999 bei Heyne erschienen. Eine Gesamtübersetzung unter dem Titel Die Krone der Schwerter erschien 2013 bei Piper.

## Handlung
Rand al'Thor, der Wiedergeborene Drache, bereitet sich darauf vor, den Verlorenen Sammael in Illian anzugreifen während er das Leben mit seiner Freundin Min Farshaw genießt und versucht, die Rebellion der Adligen in Cairhien niederzuschlagen, bei der er von Padan Fain schwer verletzt wird. Nachdem er sich erholt hat, besiegt Rand in Begleitung der Asha'man Sammael in Shadar Logoth, wo Sammael von Mashadar, einem Wesen das durch das Böse in Shadar Logoth entstanden ist, zerstört wird. Rand nimmt dann die Krone von Illian an: früher die Lorbeerkrone, aber jetzt "Krone der Schwerter" genannt.
Egwene al'Vere und Siuan Sanche versuchen, die Aes Sedai in Salidar gegen Elaida a'Roihans Aes Sedai in der Weißen Burg. Egwene untersucht Myrelle Berengari und nutzt die Übertragung von Lan Mandragorans Behüter-Bindung von Moiraine Damodred auf Myrelle aus, um Myrelle zu zwingen Nisao, ihr Treue zu schwören. 
In der Stadt Ebou Dar in Altara suchen Elayne Trakand, Nynaeve al'Meara, Aviendha und Mat Cauthon nach dem ter'angreal die Schale der Winds, um die unnatürliche Hitze zu beenden, der Manipulation des Klimas. Sie finden es und bitten die Kin und die Atha'an Miere, das Meervolk, um Hilfe. Mat wird zurückgelassen und in die Kämpfe verwickelt, als die Seanchan in Ebou Dar einfallen.

## Ausgaben
- A Crown of Swords. Tor, 1996, ISBN 0-312-85767-5.
  - Die zerbrochene Krone. Heyne, 1998, ISBN 3-453-12698-X.
  - Wolken über Ebou Dar. Heyne, 1998, ISBN 3-453-13359-5.
  - Der Dolchstoß. Heyne, 1998, ISBN 3-453-14024-9.
  - Die Schale der Winde. Heyne, 1999, ISBN 3-453-14036-2.
  - Gesamtübersetzung: Herr des Chaos. Piper, 2013, ISBN 978-3-492-70287-4.